# ナイスの森〜The First Contact〜
『ナイスの森〜The First Contact〜』は、2006年3月25日に公開された日本映画。
全篇が21のエピソードからなるオムニバス形式の映画。石井克人、三木俊一郎、ANIKIの3人によって結成されたユニット"ナイスの森"による初監督作品である。
3人のマネージメントを同名の会社組織がおこなっていたが、こちらは 2006年10月23日より社名を「NICE RAINBOW」に改称している。

## キャスト
- 田中勝一 - 寺島進
- 田中マサル - 浅野忠信
- イチコ - 池脇千鶴
- ニコ - 吹石一恵
- ミーコ - 尾野真千子
- タケフミ - 加瀬亮
- 吸血 - 山田
- ノッチ - 西門えりか
- ハスダカズシ - 轟木一騎
- ミキ - 三木俊一郎
- よしこ - 高橋マリ子
- きくち - 菊地凛子
- フースケ - 伴杏里
- ンーギャバ - 貫地谷しほり
- オモロー - 夏帆
- 葵 - 三浦葵
- 奈奈 - 下田奈奈
- ハタル少女 - 坂野真弥
- お遍路さん - 田中星児
- 森下 - 森下能幸
- ハスダ - 庵野秀明
- 南ちゃん - 志賀廣太郎
- 津田 - 津田寛治
- 水橋くん - 水橋研二
- 大山 - 大山健
- 嶺岸 - 峯岸昭志
- 田中マサオ - アンドリュー・アルフィエリ
- 山田タモツ - 下田祐司
- 安田 - 森岡龍
- 佐藤 - 佐藤貴広
- 伊藤 - 伊藤二朗
- 谷本 - 谷本和優
- ペロ監督 - アキ
- 電車 - 白仁裕介
- 仮面男 - 森山開次

- 青木裕記
- NAO
- 杉谷一隆
- KOBA
- 紀元由有
- 菊口真由美
- 香川亮
- 田中めゆ
- 北原梢
- 若林春菜
- 和田倉和利
- 大渡八千代
- 園田真吾
- 原田典久
- 白井道代
- 後藤芳
- すしお
- 甘木モリオ
- 冨田しおり
- 加藤ひろえ
- 園田定宏
- 梅田小夜子
- 関口修男
- 栃木県茂木町立木幡小学校の皆さん

## スタッフ
- 原作・脚本・監督・編集：ナイスの森
- プロデューサー：原田典久・伊藤太一、和田倉和利
- AP／チーフ助監督：志賀研介
- 撮影：町田博、松島孝助（J.S.C）
- 照明：舟橋正生
- 美術：いのうえしんじ
- スタイリスト：宇都宮いく子、冨田しおり
- ヘアメイク：大渡八千代、鋤柄朋子
- 特殊メイク／VFXプロデューサー：伊藤太一
- ミキサー：森浩一
- 音響効果：柳原利正
- 配給：ファントム・フィルム
- 上映時間：150分

## スピンオフアニメ
『ホクロ兄弟 フルスロットル!!!!』はオープニングに登場したホクロ兄弟を主人公としたCGアニメ。全7話。監督・脚本：石井克人。2007年3月2日にYahoo!動画で配信された。2007年5月にDVD化。
- 出演者
  - 三木俊一郎＆轟木一騎 - ホクロ兄弟
  - 森下能幸
  - 我修院達也
  - 大山健
  - 白仁裕介